# Damian Stachowicz
Damian Stachowicz, także Damianus a SS Trinitate (ur. 1658 w Sokołowie Małopolskim k. Rzeszowa, zm. 27 listopada 1699 w Łowiczu)  – polski kompozytor okresu baroku, pijar.
Przebywał w konwentach w Rzeszowie, Podolińcu, Prievidzy, Warszawie i Łowiczu. Przypuszczalnie jego ulubionym instrumentem była trąbka, stąd wiele dzieł na ten instrument z towarzyszeniem głosów np. Veni consolator na trąbkę i sopran solo.

## Dzieła
- Missa Requiem
- Veni consolator na trąbkę, sopran solo i b.c.
- Ave Virgo mundi spes
- Beata nobis gaudia
- Litaniae de BMV
- Assumpta est (dekomplet)
- motet Beata nobis gaudia
- psalmy:
  - Beatus vir (24 kwietnia 1698?)
  - Dixit Dominus
  - Laudate pueri (1696?)
  - Confitebor tibi Domine (24 kwietnia 1698?)
  - Confitebor tibi Domine (1697? zachowane fragmentarycznie)
  - Laetatus sum (1698?)
  - Lauda Jerusalem (1698?)